# فيكتور نونيز (مخرج)
فيكتور نونيز (بالإنجليزية: Victor Nuñez)‏ هو مونتير وكاتب سيناريو ومخرج أمريكي، ولد في 1945 في ديلاند في الولايات المتحدة.

## وصلات خارجية
- فيكتور نونيز على موقع IMDb (الإنجليزية)
- فيكتور نونيز على موقع ألو سيني (الفرنسية)
- فيكتور نونيز على موقع أول موفي (الإنجليزية)
- فيكتور نونيز على موقع قاعدة بيانات الأفلام السويدية (السويدية)
- فيكتور نونيز على موقع إن إن دي بي (الإنجليزية)
- فيكتور نونيز على موقع قاعدة بيانات الفيلم (الإنجليزية)
- فيكتور نونيز على موقع كينوبويسك (الروسية)